# (34730) 2001 QO45
2001 كيو أو 45 (ويعرف أيضًا باسم (34730) 2001 كيو أو 45 وفق تسمية الكوكب الصغير) (بالإنجليزية: 2001 QO45)‏ هو كويكب ضمن حزام الكويكبات؛ وترتيبه 34730 من حيث الاكتشاف.
اكتُشف هذا الجُرم الفلكي بواسطة بحث لنكولن عن الكويكبات القريبة من الأرض في 16 أغسطس 2001.

## وصلات خارجية
- (34730) 2001 QO45 في قاعدة بيانات مختبر الدفع النفاث لأجرام النظام الشمسي الصغيرة

- الاكتشاف · مخطط المدار ·  العناصر المدارية · المعلمات المادية

- (34730) 2001 QO45 على موقع ويكي سكاي: DSS2, SDSS, GALEX, IRAS, Hydrogen α, X-Ray, Astrophoto, Sky Map, Articles and images